# Hippeastrum leonardii
Hippeastrum leonardii är en amaryllisväxtart som först beskrevs av Julio César Vargas Calderón, och fick sitt nu gällande namn av Roy Emile Gereau och Lois Brako. Hippeastrum leonardii ingår i släktet amaryllisar, och familjen amaryllisväxter. Inga underarter finns listade i Catalogue of Life.